# Octopus (Gentle Giant)
Octopus is het vierde studioalbum van de Britse muziekgroep Gentle Giant. Het verscheen in 1972 als lp. Het is hun eerste album met John Weathers als drummer. Ray Shulman vond het in 2004 hun beste album, misschien op Acquiring the taste na. De titel zou zijn bedacht door Roberta Shulman, de echtgenote van bandlid Ray Shulman, als woordspeling op octo opus ('acht werken'), aangezien er acht composities op de plaat staan. Oorspronkelijk zouden nummers worden geschreven over ieder bandlid afzonderlijk, maar dat idee werd losgelaten.
Het album bevat complexe progressieve rock. Gezien de kleine samenstelling van de band zou het gezien kunnen worden als de kamermuziekversie van symfonische rock. De muziek is een mengeling van allerlei muziekstijlen. Zo wordt in Knots madrigaalzang gecombineerd met rock, een traditie die de band nog jaren zou voortzetten en die uiteindelijk haar handelsmerk werd. 
Voordat de band het album via een tournee ging promoten, deed Gentle Giant een aantal optredens in de Verenigde Staten, in het voorprogramma van Black Sabbath. De stijlen van beide groepen sloten in het geheel niet op elkaar aan en tijdens het optreden in de Hollywood Bowl in Los Angeles werd de band door Sabbath-fans uitgejouwd. Toen ook nog vuurwerk op het podium werd gegooid brak de groep het optreden af, aldus Derek Shulman in 2005. De groep had daarom enige twijfels over verdere optredens in Los Angeles, maar tijdens latere tournees waren de zalen er uitverkocht. Het album haalde plaats 170 in de Billboard Album Top 200 in de Verenigde Staten.

## Musici
- Gary Green – gitaar, percussie
- Kerry Minnear – toetsinstrumenten, vibrafoon, percussie, cello, eerste zangstem en achtergrondzang
- Derek Shulman – eerste zangstem, altsaxofoon
- Phil Shulman – saxofoons, trompet, mellofoon, eerste zangstem en achtergrondzang
- Ray Shulman – basgitaar, viool, gitaar, percussie, zang
- John Weathers – slagwerk, percussie en xylofoon

## Muziek
Alle stukken gecomponeerd door Minnear, Shulman, Shulman en Shulman:

| Nr. | Titel                 | Duur |
| --- | --------------------- | ---- |
| 1.  | The advent of Panurge | 4:40 |
| 2.  | Raconteur troubadour  | 3:59 |
| 3.  | A cry for everyone    | 4:02 |
| 4.  | Knots                 | 4:09 |

| Nr. | Titel                     | Duur |
| --- | ------------------------- | ---- |
| 1.  | The boys in the band      | 4:32 |
| 2.  | Dog's life                | 3:10 |
| 3.  | Think of me with kindness | 3:33 |
| 4.  | River                     | 5:54 |

The advent of Panurge is gebaseerd op de boeken Gargantua en Pantagruel van François Rabelais; A cry for everyone is geïnspireerd door de boeken en het leven van Albert Camus; Knots is gebaseerd op het boek Knots (1970) van de Schotse psychiater R.D. Laing.

## Hoes
Er waren twee verschillende platenhoezen:
- hoes van het album dat door Vertigo werd uitgebracht in het Verenigd Koninkrijk,  ontworpen door Roger Dean
- hoes van het album dat door Columbia werd uitgebracht in de Verenigde Staten, ontworpen door Charles White